# Podkomisarz Policji
Podkomisarz Policji (podkom.) – pierwszy stopień oficerów młodszych w policji. Niższym stopniem jest aspirant sztabowy, a wyższym komisarz. Jest odpowiednikiem stopnia podporucznika w Wojsku Polskim, Straży Granicznej i młodszego kapitana w Państwowej Straży Pożarnej. Na stopień podkomisarza (tak jak i na pierwsze stopnie oficerskie w pozostałych formacjach) mianuje Prezydent RP. Podkomisarzem może być mianowany policjant, który ukończył Akademię Policji w Szczytnie, posiada wykształcenie wyższe, ukończył szkolenie dla absolwentów szkół wyższych i zdał egzamin oficerski. Nadanie wyższego stopnia nie może nastąpić wcześniej niż po przesłużeniu w stopniu podkomisarza 3 lat. 
Policjantowi w stopniu oficerskim, który wzorowo wykonuje obowiązki, przejawia inicjatywę w służbie i doskonali kwalifikacje zawodowe, może być udzielone wyróżnienie w formie przedterminowego mianowania na wyższy stopień policyjny.